# Râul Pietroasa, Slimnic
Râul Pietroasa este un curs de apă, afluent al râului Slimnic. 